# Вопадева
Вопадева (Vopadeva) — индийский грамматик XIII века.
Как грамматик, сохранил свою научную независимость от грамматической системы Панини (ок. V века до н. э.), чуть не канонизованной индусскими учёными. Автор санскритской грамматики под заглавием: «Мугдхабодха» (Mugdhabodha — наставление, просвещение глупца), предназначенной для начинающих и более лёгкой, чем грамматика Панини — «Аштадхьяи». При зарождении индийской филологии, «Мугдхабодха», при полном отсутствии европейских пособий, служила европейцам хорошим руководством для изучения санскрита.
Согласно С. К. Буличу, он также врач и автор нескольких медицинских трудов, из которых наиболее известен трактат по фармакопее и фармакологии «Шаташлоки» (санскрит. Çataçlokî = «100 шлок», двустиший). Трактат издавался в Мадрасе (1860), в Бомбее (1889) и т. д. 
Также сохранился комментарий Вопадевы к медицинскому трактату «Шарнгадхара-самгита» индийского врача Шарнгадхары.